# Augusto Bompiani
Augusto Alberto Bompiani (Roma, 11 settembre 1852 – Roma, 9 maggio 1930) è stato un pittore italiano.

## Biografia
Terzogenito di Roberto Bompiani anche lui pittore e di Teresa Matthey, apprese i primi rudimenti della pittura e seguì poi corsi regolari presso l'Accademia di S. Luca, ma il suo vero maestro fu il padre Roberto; a partire dal 1867 la sua personalità può considerarsi definitivamente formata.
Con la sua prima opera di composizione del 1878, I Nipoti degeneri, (venduta in America), si individua chiaramente quella tendenza per la scena di genere, qui anche a sfondo moraleggiante, che costituisce accanto al paesaggio il filone principale della sua pittura.
Lo confermano le opere esposte, nel decennio successivo, ad alcune delle maggiori rassegne nazionali: Tra una messa e l'altra, presentata a Torino nel 1880, Veduta di Porto d'Anzio (Roma 1883, due versioni), Arrivo (Firenze 1883), Studio di paese (Torino 1885) acquisito da un collezionista del tempo di cui le cronache ci tramandano il nome: De Biscuccia, o altre realizzazioni posteriori quali Vecchia capanna (Galleria Nazionale d'Arte Moderna di Roma), Servo e padrone, presentato alla LXXVII Esposizione Internazionale di Belle Arti di Roma nel 1908.
La sostanziale fedeltà del Bompiani a questi due filoni (a parte delle eccezioni come il Romeo e Giulietta, venduto in Germania nel 1890), offre già una prima indicazione sul condizionamento operato sulla sua produzione dalle correnti meno avanzate della pittura contemporanea. 
Da questo punto di vista, Vecchia capanna, nel suo composto realismo tipicamente ottocentesco, è un'opera estremamente significativa. Più interessante per i vivaci spunti cromatici, è l'Arrivo del Vescovo (Roma, acquistato dal Ministero della pubblica istruzione, ma attualmente presso la Galleria Nazionale d'Arte Moderna), databile forse al decennio successivo, ma che non offre spunti validi ad un giudizio globale sostanzialmente nuovo, Tutto sommato, resta legato quasi sempre al gusto paterno.

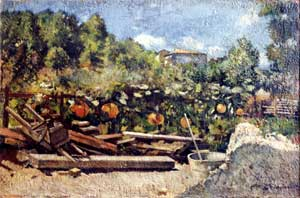
Augusto Bompiani - L'orto

Con il padre del resto, egli mantenne stretti legami artistici come conferma la fondazione dell'Accademia Raffaello Sanzio ad opera dei due e dello scultore Paolo Bartolini nel 1890, Accademia che ebbe notorietà per oltre un ventennio, e dove insegnò pittura e disegno, oltre che alle signore di buona famiglia, ad altri artisti che ebbero la loro meritata notorietà: Giuseppe Carosi, Alberto Carosi e Sigismondo Mayer.
Fu consigliere degli Amatori e Cultori negli anni a cavallo del secolo e avendo aderito all'Associazione degli Acquerellisti, espose quale socio effettivo alle mostre annuali con una certa regolarità, alternando come sempre soggetti di genere (nel 1900 Orfanelle, nel 1902 Pittore pompeiano, nel 1903 Breve riposo, nel 1909 Mariuccia, nel 1910 Maniscalco, e Cucina anticolana, nel 1914 l'Assessore anziano e l'ora della messa) a paesaggi (nel 1902 Palatino e Giardino dello studio, nel 1903 Piazza di Spagna, nel 1910 l'Arco della fonte, nel 1915 Vecchio ponte).
Nel 1898 l'opera presentata venne premiata a Roma con una medaglia d'oro. Nel 1904 illustrò con altri, come Onorato Carlandi, E. Ferrari e Alessandro Battaglia, un album che fu donato al Presidente francese Loubet, in visita in Italia. L'opera che riproduceva l'Ara Pacis, era realizzata con acquerelli e fotografie contenute in una copertina d'argento e cuoio ornata da Cellini e Ximens.

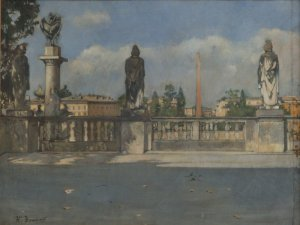
Augusto Bompiani - Pincio